# Black and Blue
Black and Blue (englisch für „Schwarz und blau“) ist das 13. Studioalbum der britischen Rockband Rolling Stones. Es erschien im April 1976 beim eigenen Musiklabel.

## Entstehung und Veröffentlichung
Die Erstveröffentlichung von Black and Blue erfolgte am 23. April 1976 bei Rolling Stones Records, dem eigenen Label der Stones, das durch Atlantic (USA) / WEA (Europa) vertrieben wurde. Das Album erschien in seiner Originalausführung als Klappcover-LP mit acht Titeln (Katalognummer: COC 79104). Am 1. Mai 2009 erschien eine remasterte CD-Ausführung bei Polydor (Katalognummer: 2701561).
Mit Ausnahme des Eric-Donaldson-Covers Cherry oh Baby wurden alle Lieder von den Rolling-Stones-Mitgliedern Mick Jagger und Keith Richards geschrieben. Unter dem Pseudonym The Glimmer Twins zeichneten die beiden auch für die Produktion verantwortlich.

## Musik
Auf Black and Blue sind Funk-, Blues-, Rock-, Jazz- und Reggae-Einflüsse zu hören. Black and Blue wird aufgrund dieser Einflüsse als das „schwärzeste“ Album der Stones bezeichnet.
Die Stones testeten im Rahmen der Aufnahmen zu diesem Album mehrere Gitarristen, um einen Nachfolger für Mick Taylor zu finden, der die Band 1974 verlassen hatte. Darunter befanden sich Jeff Beck, Harvey Mandel (Gitarrensolo in dem funkigen Stück Hot Stuff), Wayne Perkins (Gitarre in Fool to Cry und Solo in Hand of Fate) und Ron Wood (Gitarre im Reggae-Stück Cherry oh Baby und in dem von ihm inspirierten Hey Negrita).
Am Titel Melody war Billy Preston mit bar-atmosphärischem Pianospiel und als Gesangspartner von Mick Jagger beteiligt. Auf Memory Motel teilten Mick Jagger und Keith Richards die Lead-Vocals; außerdem waren beide Musiker in diesem, das Leben auf Tournee beschreibenden Song am Piano zu hören, wobei Richards E-Piano spielte. Im letzten Song des Albums, Crazy Mama, sorgten Jagger und Richards als Gitarristen für die rockigen Riffs. Mit Fool to Cry enthält Black and Blue auch eine von Keyboard-Sounds getragene Ballade.

## Titelliste
Alle Titel, außer den gekennzeichneten, wurden von Keith Richard & Mick Jagger geschrieben.
1. Hot Stuff – 5:21
2. Hand of Fate – 4:28
3. Cherry oh Baby (Eric Donaldson) – 3:54
4. Memory Motel – 7:08
5. Hey Negrita (inspiriert von Ron Wood) – 4:58
6. Melody (inspiriert von Billy Preston) – 5:48
7. Fool to Cry – 5:02
8. Crazy Mama – 4:32

## Kommerzieller Erfolg

### Chartplatzierungen
Das mit der Europa-Tournee der Stones 1976 promotete Album erreichte den 2. Platz der Charts in Großbritannien. In den USA erfolgte die Veröffentlichung über Atlantic Records und belegte vier Wochen lang den 1. Platz der Charts. Die Songs wurden größtenteils 1975 in den Musicland Studios in München aufgenommen.
| ChartsChartplatzierungen       | Höchstplatzierung | Wochen/ Monate |
| ------------------------------ | ----------------- | -------------- |
| Deutschland (GfK)              | 15 (5 Mt.)        | 5 Mt.          |
| Österreich (Ö3)                | 4 (1 Mt.)         | 1 Mt.          |
| Vereinigte Staaten (Billboard) | 1 (24 Wo.)        | 24 Wo.         |
| Vereinigtes Königreich (OCC)   | 2 (14 Wo.)        | 14 Wo.         |

### Auszeichnungen für Musikverkäufe
| Land/Region                  | Auszeichnungen für Musikverkäufe (Land/Region, Auszeichnung, Verkäufe) | Verkäufe  |
| ---------------------------- | ---------------------------------------------------------------------- | --------- |
| Frankreich (SNEP)            | Gold                                                                   | 100.000   |
| Vereinigte Staaten (RIAA)    | Platin                                                                 | 1.000.000 |
| Vereinigtes Königreich (BPI) | Gold                                                                   | 100.000   |
| Insgesamt                    | 2× Gold · 1× Platin ·                                                  | 1.200.000 |

Hauptartikel: The Rolling Stones/Auszeichnungen für Musikverkäufe